# Stockage des pommes de terre

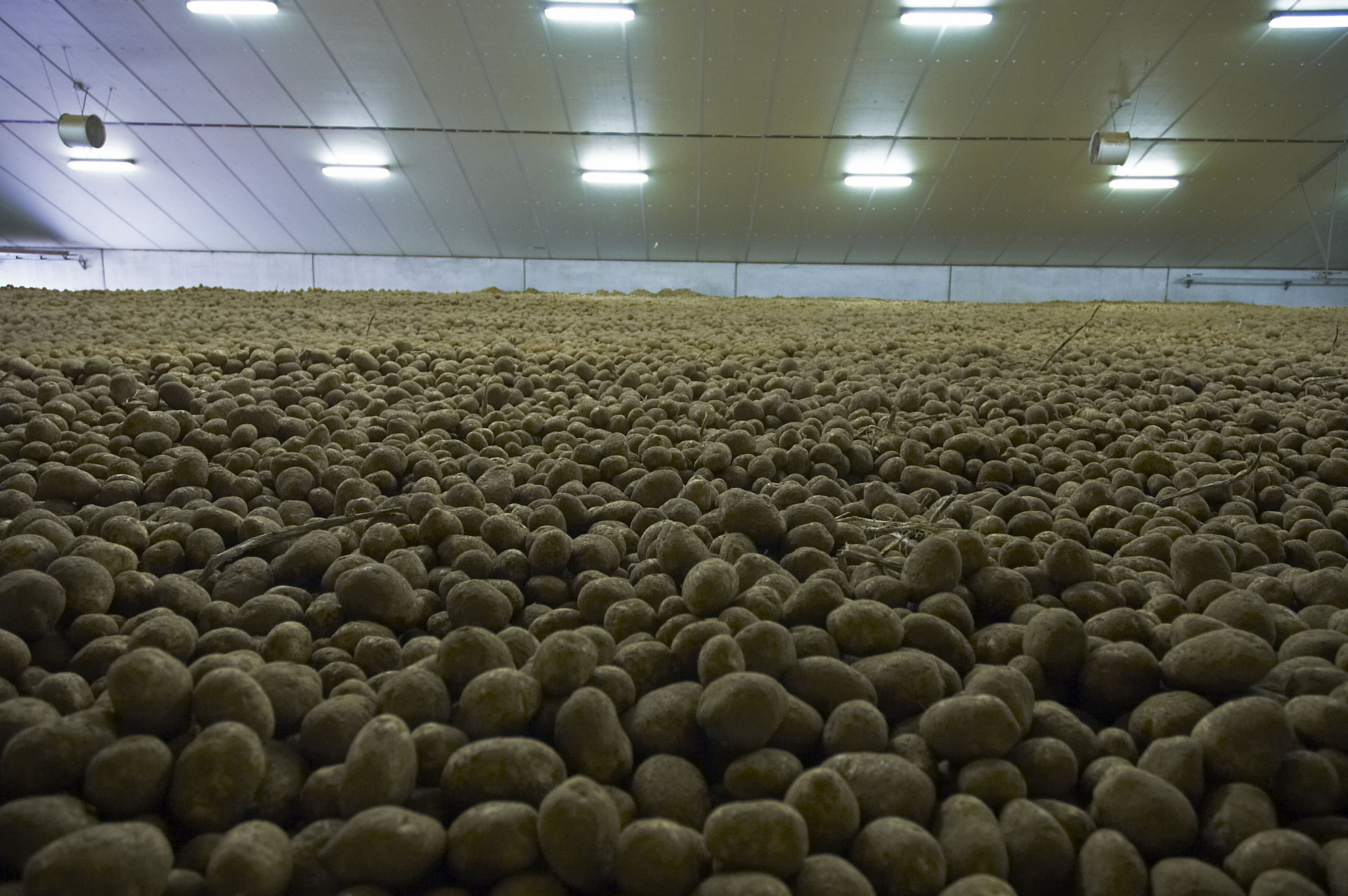
Stockage de pommes de terre en vrac (Belgique)

Le stockage des pommes de terre a pour objectif de conserver les tubercules de pommes de terre en maintenant le meilleur niveau de qualité en fonction de leur utilisation ultérieure : consommation humaine (marché du frais ou transformation industrielle), production de fécule, ou production de semences (plants). Il s'agit notamment de minimiser les pertes inéluctables dues aux processus physiologiques (transpiration, respiration, germination) et de lutter contre les maladies de conservation et les ravageurs des tubercules entreposés.
La durée de stockage peut atteindre de 8 à 12 mois si les conditions techniques optimales sont réunies. Cette durée est limitée à quelques semaines lorsque les pommes de terre sont conservées à température ambiante au domicile des particuliers.
Les conditions essentielles à respecter, outre celle de disposer de tubercules récoltés à pleine maturité et en bon état sanitaire, sont le maintien de l'obscurité, une ventilation adaptée et le contrôle de la température, qui doit être maintenue entre 2 et 10 °C en fonction des objectifs du stockage, tant en termes de durée que d'utilisation finale des tubercules. Le stockage peut se faire en vrac, en limitant la hauteur du tas pour éviter l'écrasement des tubercules, ou en conteneurs ou caisses-palettes de dimensions adaptées.

## Aspects physiologiques
| Destination             | Température |
| ----------------------- | ----------- |
| Semences                | 2 - 4 °C    |
| Consommation            | 4 - 6 °C    |
| Industrie (fécule)      | 6 - 8 °C    |
| Transformation (chips)  | 7 - 12 °C   |
| Transformation (frites) | 6 - 8 °C    |

Pour inhiber la germination, il est nécessaire de maintenir la température au-dessous de 4 °C. Cependant, les basses températures ont l'inconvénient d'augmenter la teneur en sucre des tubercules, ce qui est surtout gênant pour la production de frites car cela entraîne un noircissement du produit final. On choisit alors des températures un peu plus élevées et on recourt à des traitements inhibiteurs de germination.

## Maîtrise de la germination
La maîtrise de la germination est obtenue par l'utilisation de produits anti-germinatifs. Depuis l’interdiction du chlorprophame (appelé aussi CIPC), des solutions alternatives ont été homologuées en France : l’hydrazide maléique, l’huile de menthe, l’éthylène et le 1,4 diméthylnaphtalène. Dans l'Union européenne, la limite maximale de résidus (LMR) est fixée pour le chlorpropharme à 10 mg/kg de pommes de terre, elle passera à 0,4 mg/kg au 2 septembre 2021.
Depuis 2010, un traitement naturel à base d'huile de menthe verte par thermonébulisation est autorisé à la commercialisation en France. L'huile de menthe possède un fort pouvoir anti-germinatif. De plus, l'huile de menthe aurait la propriété de limiter la galle argentée. Ce produit rentre dans le cahier des charges de l'agriculture biologique.
L'éthylène peut également être utilisé comme inhibiteur de germination. Chez le particulier, on peut mettre quelques pommes au milieu de ses pommes de terre. L'éthylène dégagé par les pommes ralentira la germination des pommes de terre.

## Maladies de conservation
Plusieurs maladies peuvent affecter les tubercules de pomme de terre en cours de conservation. Il s'agit de pourritures, qui peuvent entraîner une perte totale du produit, ou de gales qui affectent la peau et dégradent la qualité. Ces maladies sont favorisées par certaines conditions d'humidité et de température, ainsi que par la présence de blessures mal cicatrisées.
Ce ne sont généralement pas des maladies de conservation proprement dites, mais des maladies déclarées avant la récolte et qui peuvent se développer en phase de conservation et contaminer le stock de proche en proche. Seules certaines maladies bactériennes peuvent affecter des tubercules sains, les bactéries en cause, appartenant aux genres Erwinia et Pseudomonas, mais aussi Aerobacter, Bacillus, Clostridium et Flavobacterium, étant généralement présentes à la surface des tubercules.

### Maladies bactériennes
- pourriture brune causée par Pseudomona solanacearum ;
- pourriture bactérienne molle, héritée d'attaque de la maladie de la jambe noire, due à Erwinia carotovora subsp. atroseptica et subsp. carotovora, et Erwinia chrysanthemi ;

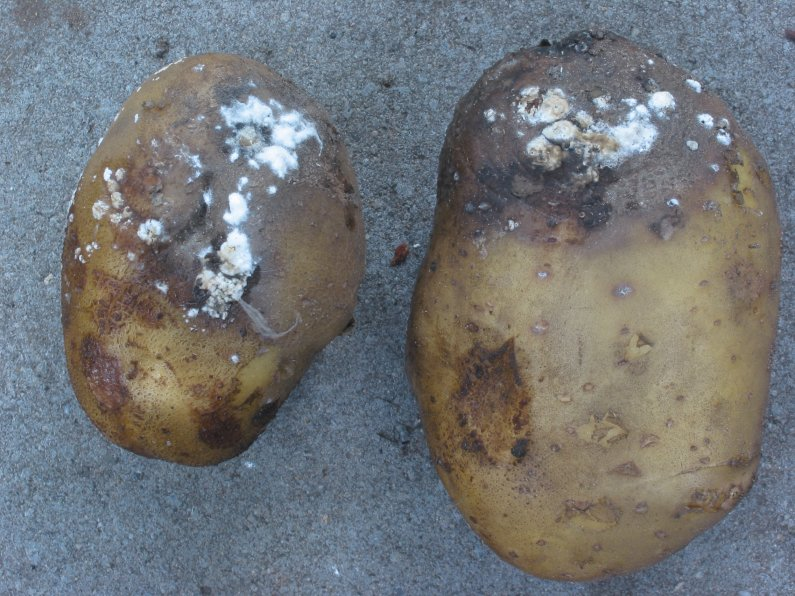
Pourriture fusarienne

- Sucrage de senescence

### Maladies fongiques
- pourriture rose due à Phytophthora erythroseptica ;
- pourriture aqueuse, causée notamment par des champignons du genre Pythium ;
- gangrène due à des attaques de Phoma ;
- pourriture sèche due au mildiou ;
- pourriture sèche fusarienne causée par Fusarium solani ;
- dartrose, due à Colletotrichum coccodes, provoque la formation de taches qui dégénèrent en pourriture sèche ;
- gale argentée causée par Helminthosporium solani .

## Ravageurs
Les tubercules de pommes de terre entreposés peuvent être attaqués par divers types de ravageurs, notamment des rongeurs et des insectes. parmi ces derniers les plus importants sont la teigne de la pomme de terre (Phthorimaea operculella) et la teigne du Guatemala (Tecia solanivora), dont les attaques peuvent entraîner la perte totale du stock. ce sont deux espèces de Lépidoptères dont les chenilles creusent dans les tubercules des galeries tapissées d'un feutrage de soie. Ces galeries peuvent ouvrir la voie à des micro-organismes, tels Bacillus amylobacter, qui sont des agents de pourriture des tubercules, ou à des acariens. Ces insectes sont surtout présents dans les régions chaudes du globe, le second étant cantonné à certains pays d'Amérique latine.